# スコット・ハミルトン (フィギュアスケート選手)
スコット・スコベル・ハミルトン（英語: Scott Scovell Hamilton、1958年8月28日 - ）は、アメリカ合衆国の男性フィギュアスケート選手で、現フィギュアスケート解説者。1984年サラエボオリンピック男子シングル金メダリスト。世界フィギュアスケート選手権4連覇。

## 経歴
- 13歳からピエール・ブリュネ、アンドレ・ブリュネ夫妻に師事し、頭角を現した。1980年、地元アメリカ開催のレークプラシッドオリンピックに出場し5位となった。
- 翌1980-1981年シーズンの全米フィギュアスケート選手権で初優勝を飾り、以後4連覇を果たす。同じく世界フィギュアスケート選手権も1980-1981年シーズンから4連覇。
- 1984年サラエボオリンピックにて金メダルを獲得。同年4月にアマチュアを引退しプロ転向。1986年にはスターズ・オン・アイスを立ち上げ、以後アイスショー等で活躍するかたわら解説者としても人気を博し、米放送局NBCのフィギュア解説ではディック・バトンとともにおなじみの人物となっている。
- 1990年、世界フィギュアスケート殿堂入り。

## 主な戦績
| 大会/年      | 1977-78 | 1978-79 | 1979-80 | 1980-81 | 1981-82 | 1982-83 | 1983-84 |
| ------------ | ------- | ------- | ------- | ------- | ------- | ------- | ------- |
| オリンピック |         |         | 5       |         |         |         | 1       |
| 世界選手権   | 11      |         | 5       | 1       | 1       | 1       | 1       |
| 全米選手権   | 3       | 4       | 3       | 1       | 1       | 1       | 1       |